# Dr. Sun Yat-Sen Classical Chinese Garden
Der Dr. Sun Yat-Sen Classical Chinese Garden ist ein chinesischer Garten im Stadtteil Downtown der kanadischen Stadt Vancouver. Er befindet sich an der Carrall Street in der Chinatown von Vancouver und besteht aus einem frei zugänglichen Park sowie einem Garten, dessen Besuch kostenpflichtig ist. Es ist der einzige Landschaftsgarten im Stil der Ming-Dynastie (1368–1644) außerhalb Chinas.
Für die Gestaltung des äußeren Parks waren die Architekten Joe Wai and Donald Vaughan zuständig, für den inneren Park der Landschaftsarchitekt Wang Zu-Xin und weitere Experten aus Suzhou. Die Finanzierung übernahmen die kanadische und die chinesische Regierung, die chinesische Gemeinschaft Vancouvers sowie weitere öffentliche und private Geldgeber. Die Eröffnung erfolgte am 24. April 1986, rechtzeitig zur Weltausstellung Expo 86. Er wurde nach chinesischen Baumethoden des 14. Jahrhunderts errichtet. Um den Park größer erscheinen zu lassen, wurden keine geraden Linien verwendet. Das Wasser, die Steine, die Pflanzen und die Architektur sind nach dem taoistischen Yin-und-Yang-Prinzip gestaltet.
Der Garten ist nach dem chinesischen Revolutionsführer und Staatsmann Sun Yat-sen benannt, der mehrere Jahre in Vancouver im Exil lebte. Die Zielsetzung des Gartens findet sich in dessen Motto: „Life is not measured by the number of breaths we take, but by the places and moments that take our breath away“ (Das Leben wird nicht gemessen an der Zahl unserer Atemzüge, sondern an den Orten und Momenten, die uns den Atem rauben).